# Ingunn Foss

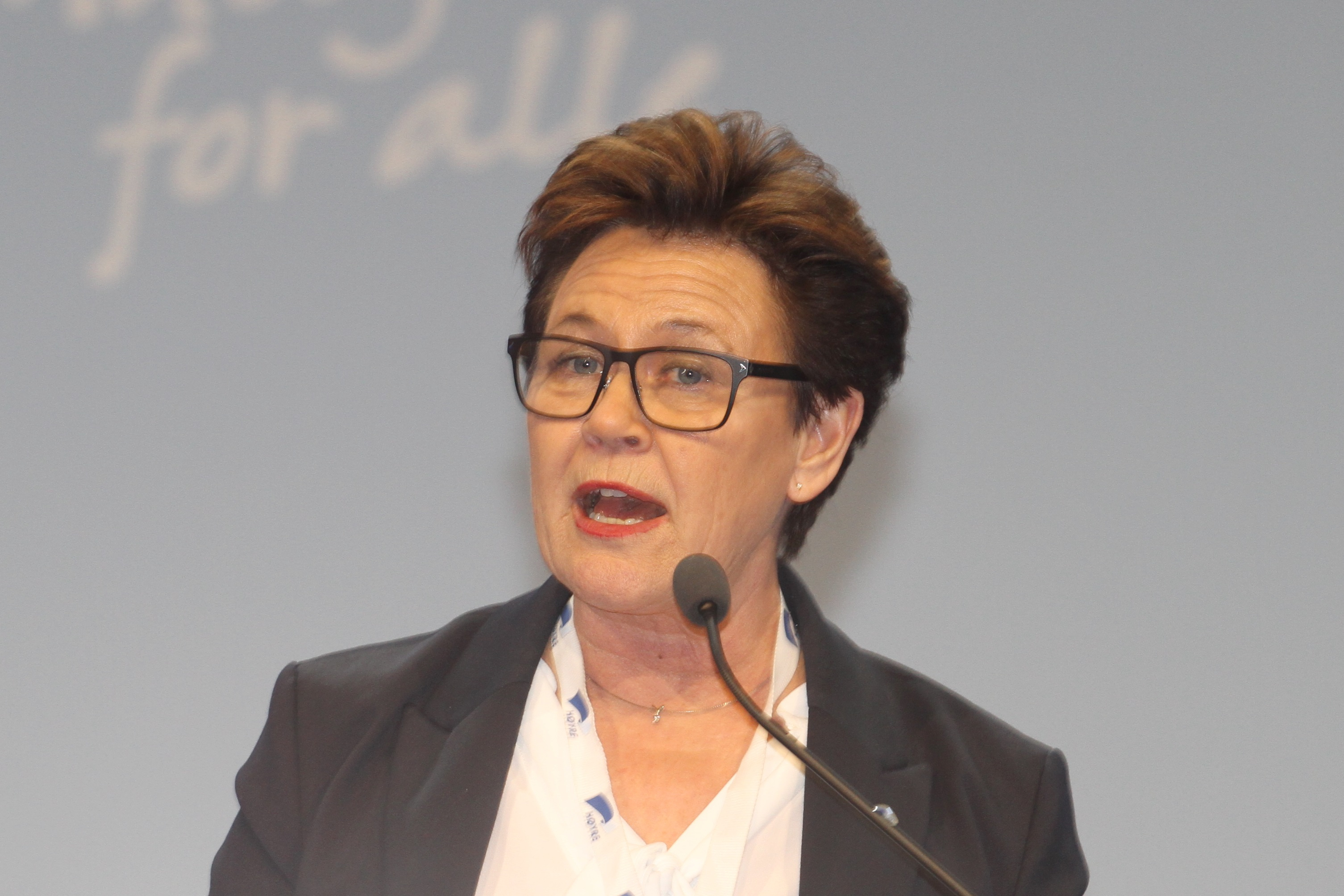
Ingunn Foss, 2017

Ingunn Foss (* 7. Februar 1960 in Flekkefjord) ist eine norwegische Politikerin der konservativen Partei Høyre. Seit 2013 ist sie Abgeordnete im Storting.

## Leben
Nach dem Abschluss der Schulzeit arbeitete Foss von 1979 bis 2007 in der Personalabteilung der Kommune Kvinesdal. In den Jahren 1994 bis 1999 studierte sie in Teilzeit verschiedene Fächer an der Hochschule Lillehammer. Zwischen 2003 und 2013 saß Foss im Kommunalparlament der Gemeinde Lyngdal. Dabei war sie zunächst stellvertretende Bürgermeisterin, bevor sie im Jahr 2007 das Amt der Bürgermeisterin übernahm.
Foss zog bei der Parlamentswahl 2013 erstmals in das norwegische Nationalparlament Storting ein. Dort vertritt sie den Wahlkreis Vest-Agder und wurde Mitglied im Wirtschaftsausschuss. Dort verblieb sie zunächst auch nach der Wahl 2017, bevor sie Ende Januar 2019 in den Justizausschuss überging. Am 30. Januar 2020 wurde sie zur Vizesekretärin des Stortings gewählt. In diesem Amt blieb sie bis September 2021. Nach der Stortingswahl 2021 wurde Foss erneut Mitglied im Justizausschuss. Im April 2024 gab sie bekannt, dass sie bei der Parlamentswahl 2025 nicht erneut kandidieren wolle.